# Frans Moormans
Franz Moormans, né à Rotterdam le 2 février 1832, mort à Paris en 1893, est un peintre hollandais,.

## Biographie
Il étudie à l'Académie des beaux-arts d'Anvers puis enseigne à l'Académie d'Amsterdam.
Assez peu de choses ont été publiées sur sa vie. Il travaille à Rotterdam puis s'installe à Paris où il se marie en 1864. Fervent républicain, après la déclaration de guerre à la Prusse, il propose en 1870 de s'engager dans la garde républicaine. Comme Courbet, il proposera une de ses peintures comme lot à la "tombola organisée à Londres au profit des prisonniers politiques (communards) de Nouvelle Calédonie".
En tant que peintre, il est connu pour ses scènes de genre traditionnelles, ses portraits et ses intérieurs.
Il participe à de nombreuses expositions en France et à quelques expositions universelles (Amsterdam en 1883, La Haye en 1884) dont une exposition au Salon des Artistes Français lors de l'exposition universelle de Paris de 1889 où il obtient une médaille.
La plupart de ses peintures à l'huile (généralement sur bois) appartiennent encore à des particuliers même si certaines de ses œuvres sont exposés dans des musées, comme au musée d'Histoire de Paris ("l'hôtel de ville après l'incendie"), au Musée des Beaux-Arts de Rouen ("au cabaret"), au Bowes Museum, Durham ("a game of chess"), au musée des beaux art de Montréal ("le cadeau de noce").

## Galerie

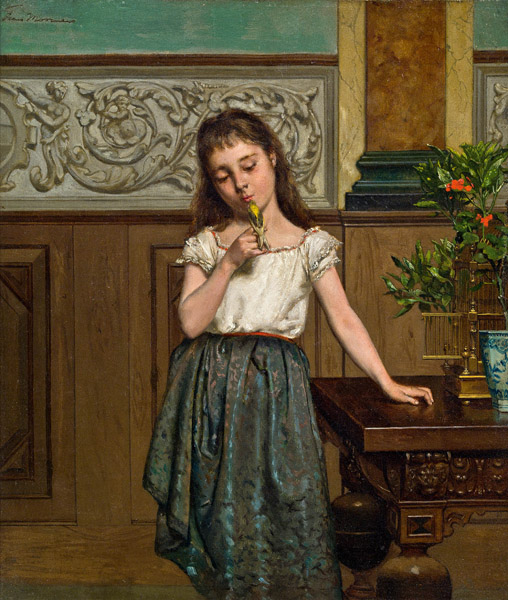
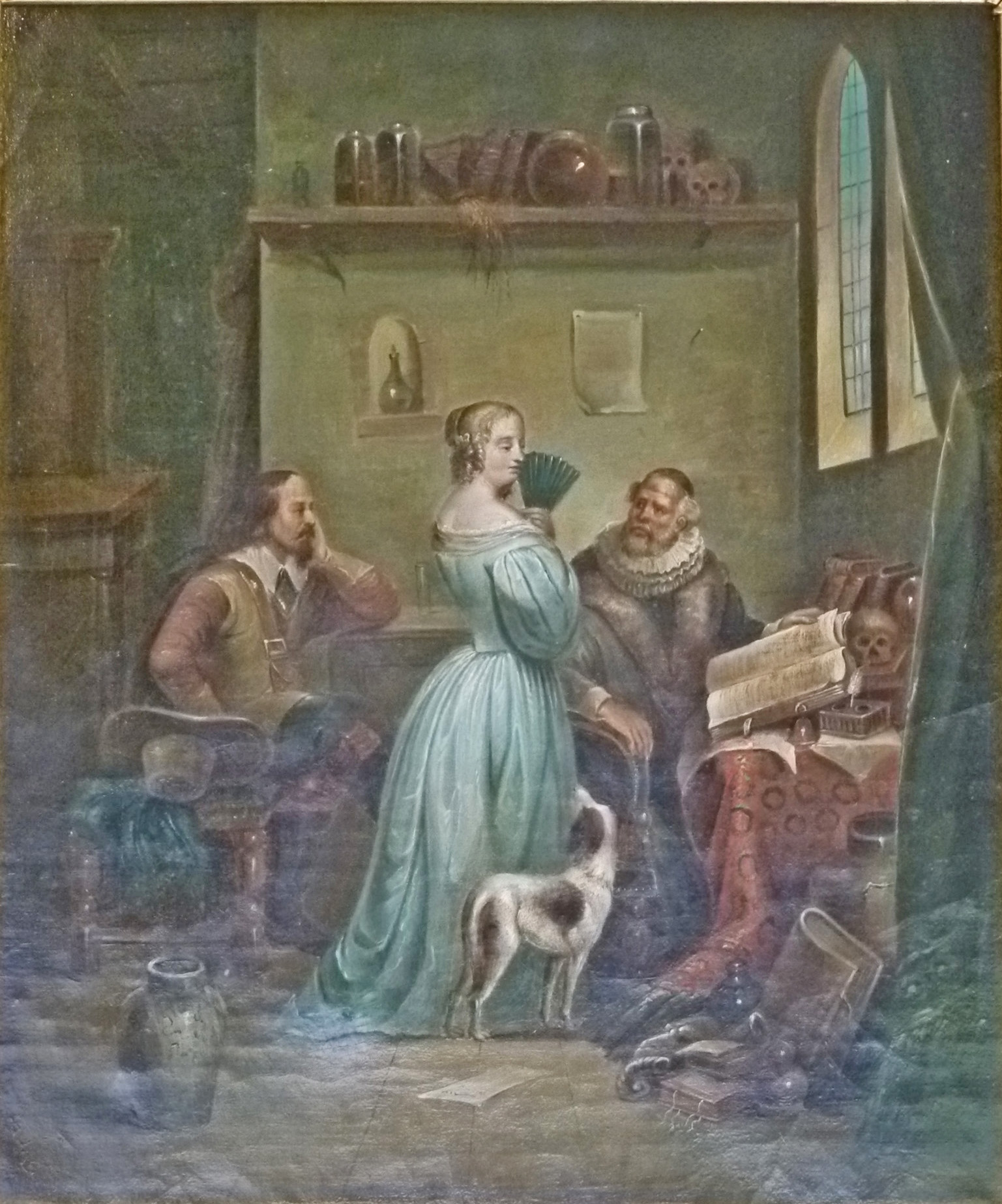
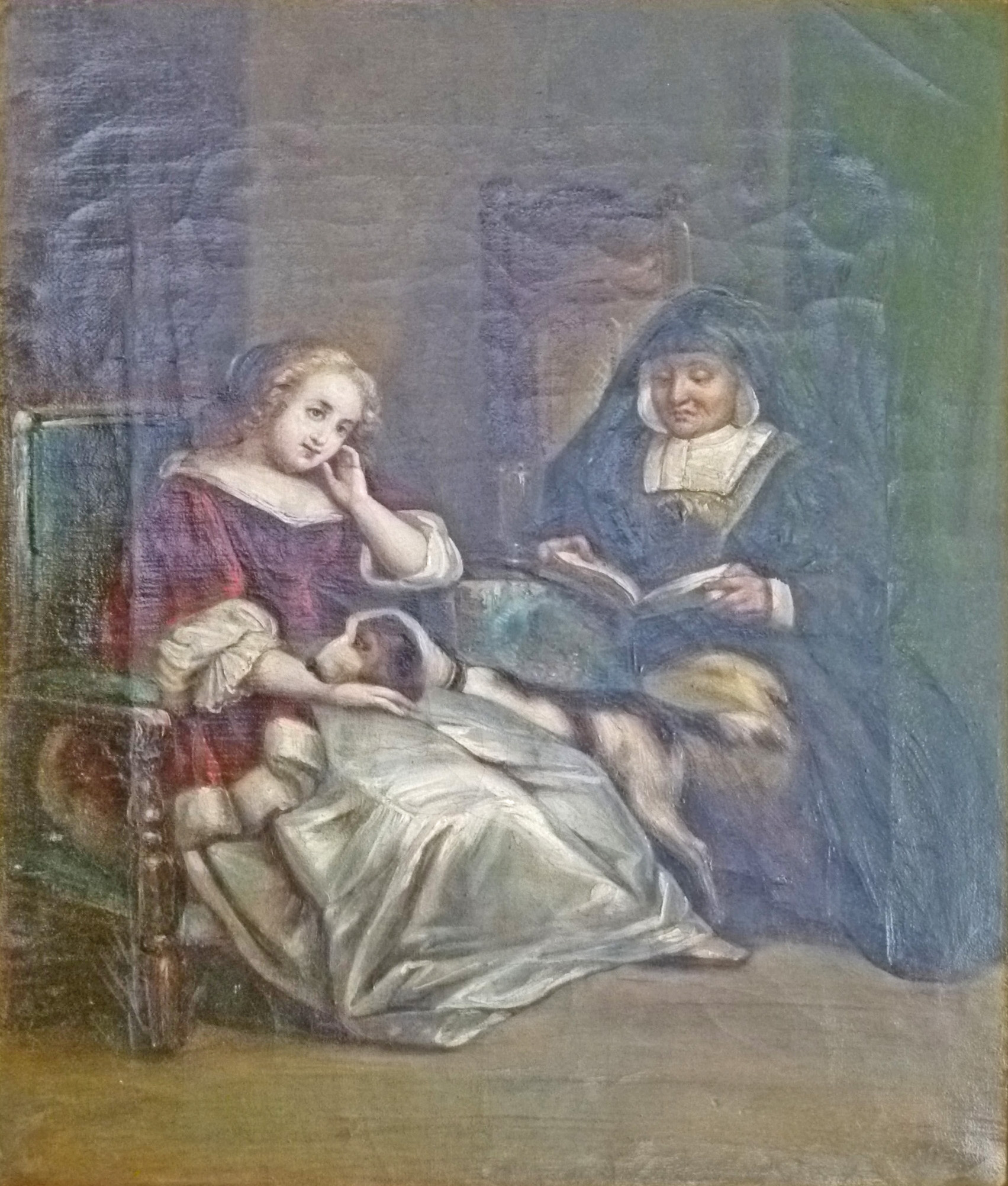
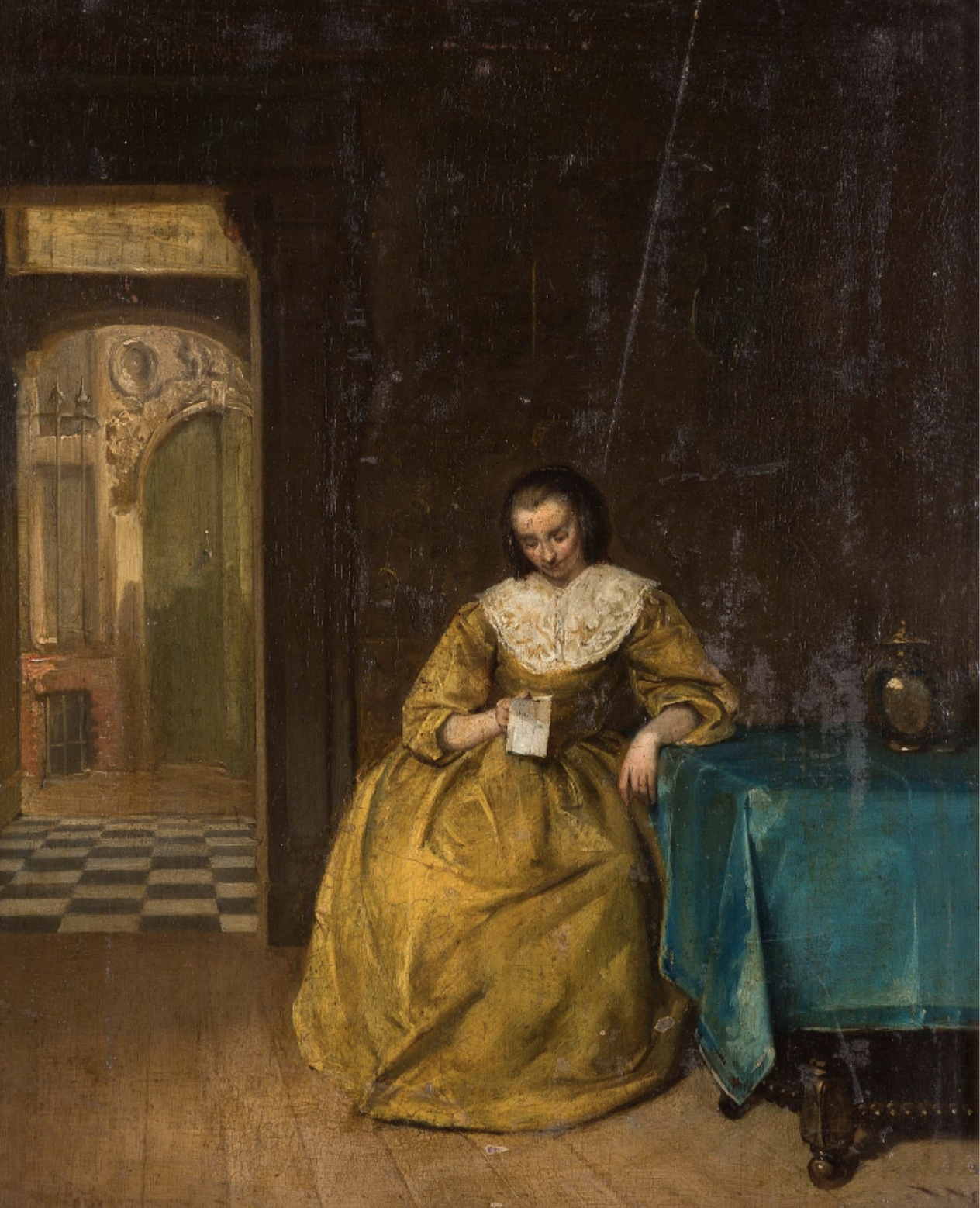
le billet doux, 1884